# (74166) 1998 QO109
(74166) 1998 QO109 – planetoida z pasa głównego asteroid okrążająca Słońce w ciągu 4,28 lat w średniej odległości 2,64 j.a. Odkryta 19 sierpnia 1998 roku.